# Sinologia
Sinologia (albo chinoznawstwo; nazwa wywodzi się od łacińskiej nazwy Chin, Sina) – dziedzina wiedzy, zajmująca się wszystkim, co dotyczy Chin: językami chińskimi, kulturą, historią, systemami religijnymi i filozoficznymi (jak np. buddyzm, konfucjanizm czy taoizm), literaturą, a także gospodarką itd.

## Dzieje
Za europejskiego pioniera sinologii uznaje się Marco Polo, a za pioniera polskiego – jezuitę Michała Boyma. Początki sinologii jako dziedziny naukowej datują się od czasów Matteo Ricciego, dzięki któremu jezuici założyli misję na cesarskim dworze Mingów w Pekinie. To wtedy powstały pierwsze szczegółowe, choć nie zawsze zgodne z prawdą, relacje na temat chińskiego języka, medycyny, obyczajów itd. To wtedy również utarła się zlatynizowana pisownia niektórych chińskich nazw i nazwisk, np. Konfucjusz (łac. Confucius od chiń. Kongfuzi). Badaniem tych pionierskich czasów sinologii zajmuje się sinolatynistyka.
Pierwszym polskim wykształconym sinologiem był Michał Kleczkowski (1818–1886), który studiował w Paryżu, a następnie od 1847 roku służył we francuskiej dyplomacji w Chinach. Po powrocie, przez 12 lat był profesorem języka chińskiego w École nationale des langues orientales vivantes(1871-1883). Innym wczesnym był Franciszek Ksawery Białas SVD (1878-1936), który studiował we Francji i w Niemczech, uzyskał doktorat w 1921 r., był od 1925 profesorem Uniwersytetu Katolickiego Fu Jen w Pekinie, a w 1927 r. założył czasopismo Monumenta Serica. Jego następcami w Instytucie Monumenta Serica są m.in. Roman Malek (1951-2019) i Zbigniew Wesołowski. W okresie międzywojennym autodydaktami sinologicznymi byli Doman Wieluch (1887-1976) i Jan Wypler (1890-1965), a w latach 1960. Franciszek Tokarz (1897-1973).
https://cejsh.icm.edu.pl/cejsh/element/bwmeta1.element.ojs-doi-10_18290_sn2139_15/c/articles-17943611.pdf.pdf
W Polsce najstarszym ośrodkiem rozwijania wiedzy o Chinach jest Zakład Sinologii Wydziału Orientalistycznego Uniwersytetu Warszawskiego. Jego wykładowcami byli między innymi Jan Jaworski (1903-1945), Witold Jabłoński (1901–1957), Janusz Chmielewski (1916–1998), Olgierd Wojtasiewicz (1916–1995), Stanisław Kuczera (1928-2020), Tadeusz Żbikowski (1930–1989) i Mieczysław Jerzy Künstler (1933–2007). Sinologia jest prowadzona również na Uniwersytecie Jagiellońskim w Krakowie, Katolickim Uniwersytecie Lubelskim Jana Pawła II, Uniwersytecie im. Adama Mickiewicza w Poznaniu oraz Uniwersytecie Gdańskim.